# Plottier
Plottier est une localité argentine de la province de Neuquén. Elle se trouve dans le département de Confluencia, sur la rive gauche du río Limay.
La ville se trouve 15 km à l'ouest de la capitale provinciale Neuquén, à laquelle elle est reliée par la route nationale 22.
Ces dernières années le rôle de Plottier comme cité-dortoir s'est accru, grâce à sa liaison aisée avec la capitale.
La ville fait partie de l'agglomération Neuquén - Plottier - Cipolletti, la plus grande de Patagonie argentine et la 14e du pays.

Carte de l'agglomération Neuquén - Plottier - Cipolletti